# Laurinska huset

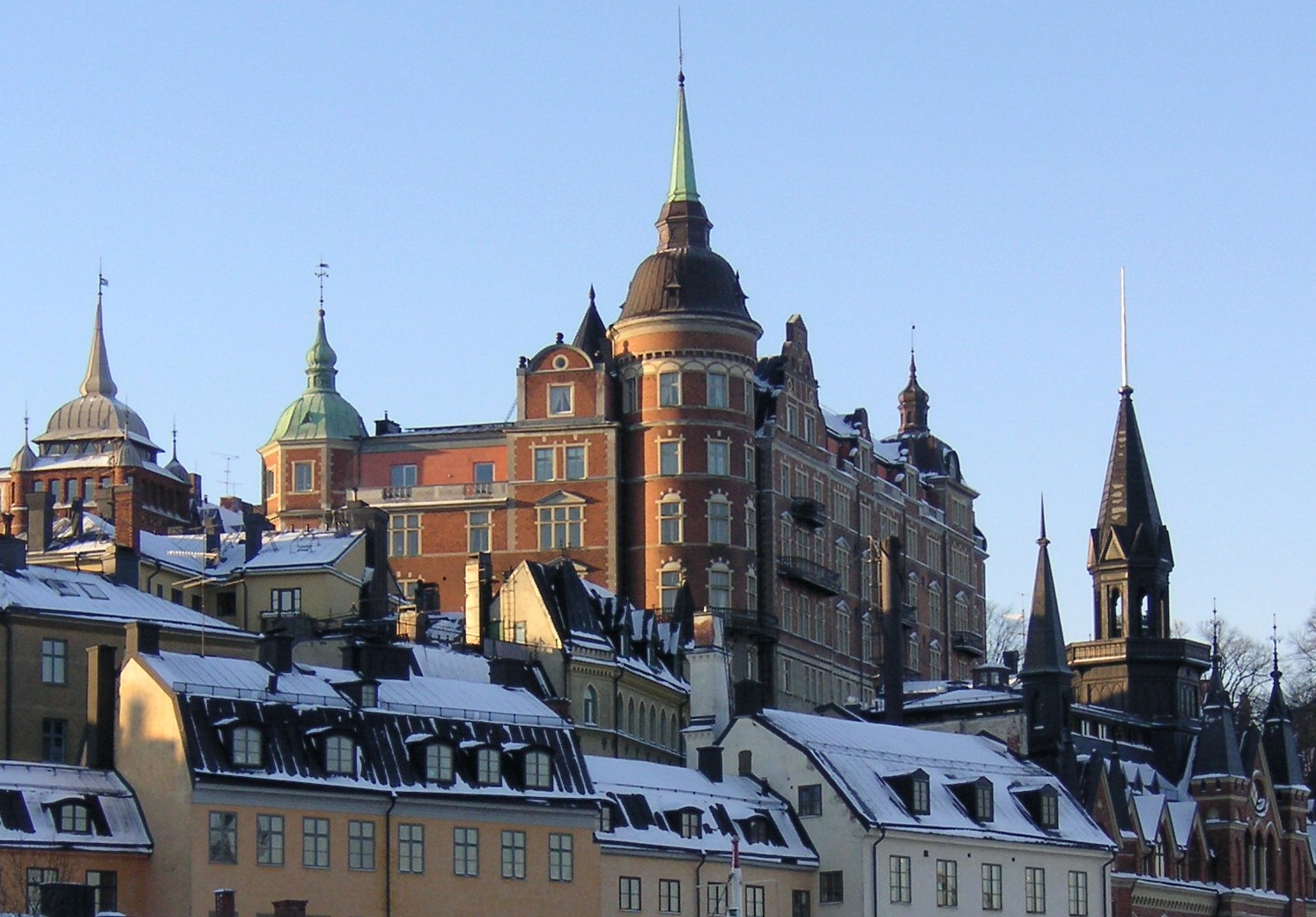
Laurinska huset på Söders höjder, 2006.

Laurinska huset (fastigheten Bössan 11), även kallat Mälarpalatset, ligger på Bellmansgatan 4-6 på Södermalm i Stockholm, högt uppe på Mariaberget i kvarteret Bössan. 

## Historik
Huset med röda tegelfasader i holländsk renässans och sitt dominerande hörntorn är ritat av arkitekten Valfrid Karlson och invigdes 1891. Huset ägs av Bostadsrättsföreningen Bössan 11. 
I Illustrerad Tidning samma år berömdes det palatslika privathuset för sina äkta och enkla material och sin harmoniska sammansättning. Byggnaden innehöll över 120 rum fördelade på främst fyra- till sexrumslägenheter. 
Namnet fick huset efter en av sina första hyresgäster, konsthistorikern och pedagogen Carl Gustaf Laurin. Han flyttade in 1892 och bodde kvar där till sin död 1940. Hans hem i östra hörntornet med strålande utsikt över Riddarfjärden var under de första decennierna på 1900-talet en populär samlingsplats för Stockholms kulturelit. Grannar var bland annat konstnärsvännerna Hanna och Georg Pauli. Hanna Paulis berömda tavla Vänner med Ellen Key i centrum målades med bakgrund av parets lägenhet i huset.
Bland övriga personer som bott i huset kan nämnas hovsångaren Martin Öhman, konstnären Hilding Linnqvist, konstnären Bengt Hegethorn, skådespelaren Åke Grönberg, författaren Olle Wästberg, musikerna Putte Wickman och Rune Öfwerman. I dag bor bland andra Kim Salomon, Eva Dahlgren, Efva Attling och artisten Robyn i detta anrika hus. 
Byggnaden är blåklassad av Stockholms stadsmuseum vilket innebär att det kulturhistoriska värdet anses motsvara kraven för byggnadsminnesmärkning.

## Bilder

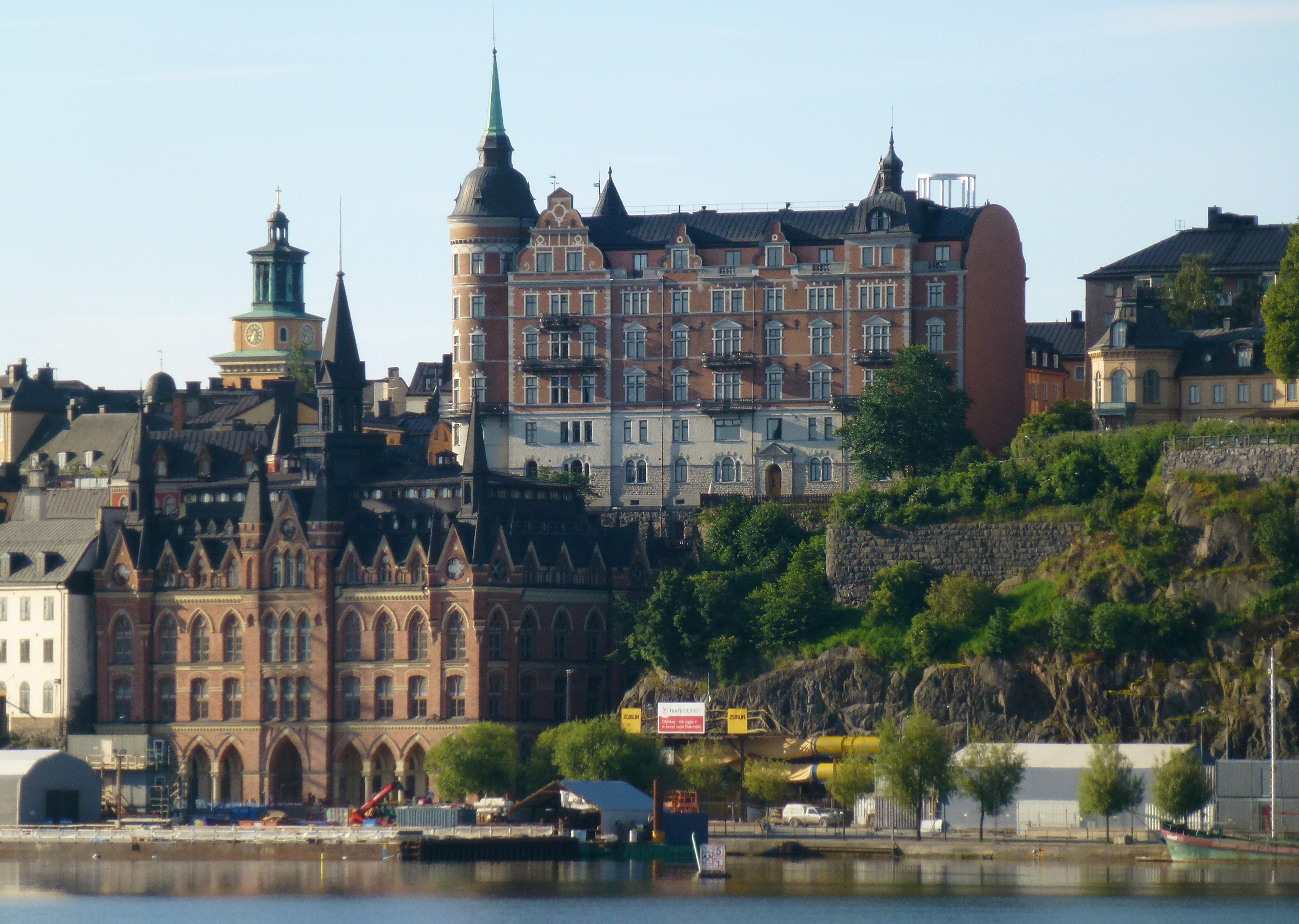
Laurinska huset med Mariahissen nedanför till vänster
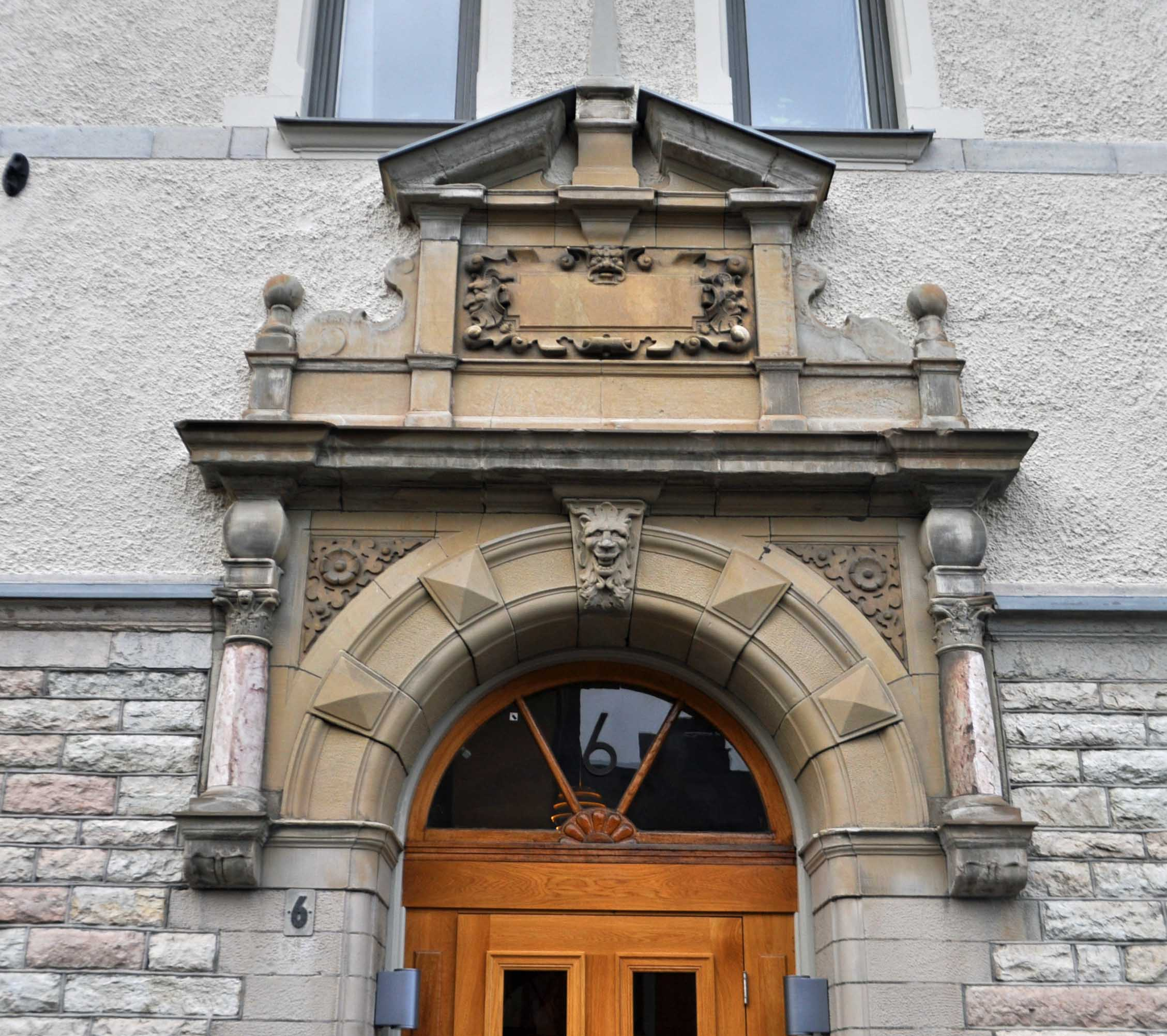
Skulpturer i sandsten runt portalen mot Bellmansgatan.
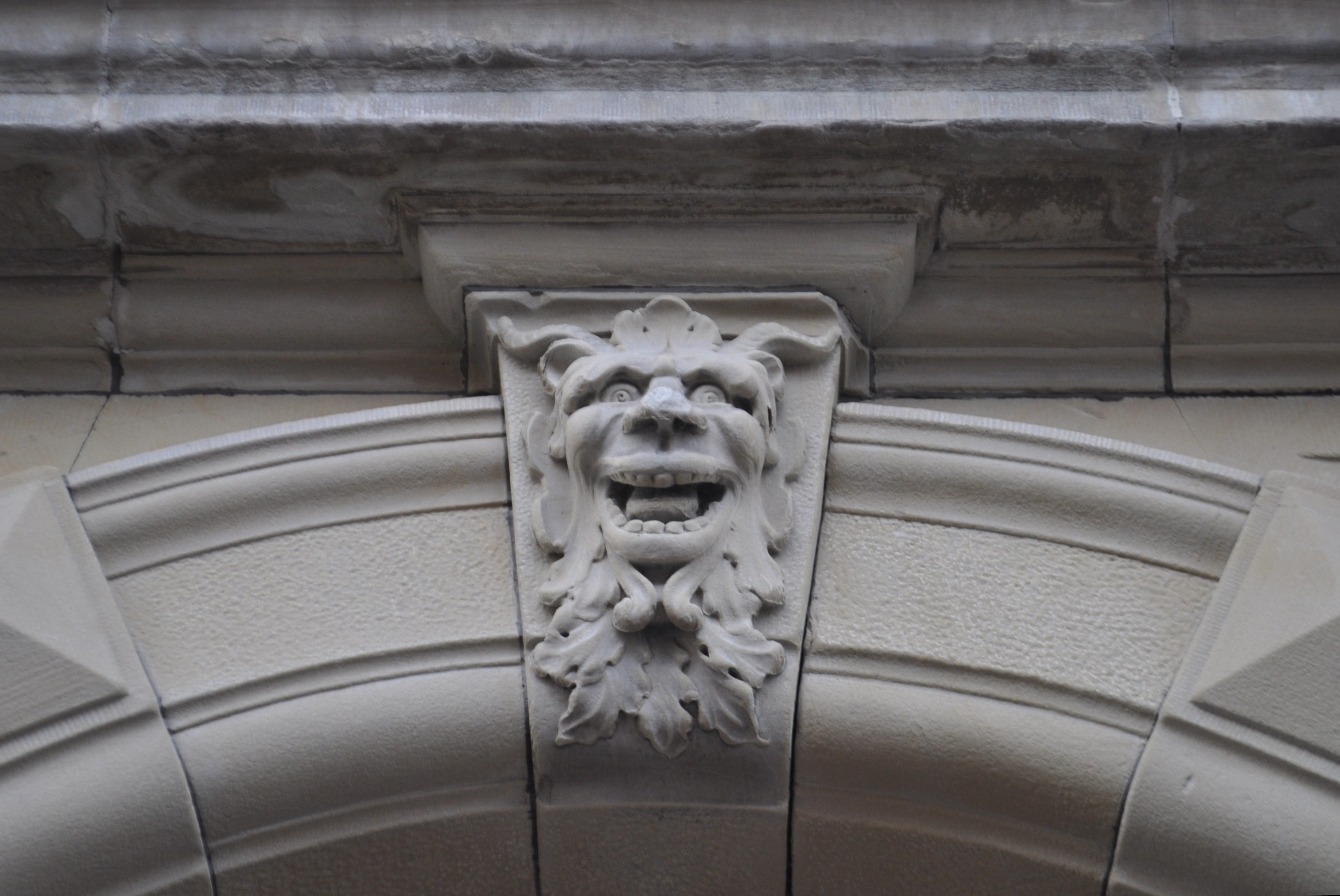
Grinande maskaron.
Hanna Paulis Vänner.